# Matthias Winckelmann
Matthias Winckelmann (* 7. April 1941 in Berlin; † 19. Juni 2022 in München) war ein deutscher Jazzproduzent und Mitbegründer des Jazzlabels enja.

## Leben und Wirken
Winkelmann, der in Frankfurt am Main aufwuchs, lernte als Jugendlicher Trompete und begeisterte sich für Jazzmusik. Er studierte in München Volkswirtschaftslehre und Soziologie und interessierte sich zunächst für die Arbeit als Entwicklungshelfer. 1971 gründete er gemeinsam mit Horst Weber das Plattenlabel enja. Als erstes Album veröffentlichten sie Black Glory, eine Aufnahme des Pianisten Mal Waldron aus dem Münchner Jazzclub Domicile, die Winckelmann persönlich aus dem Auto heraus bei den deutschen Plattenläden vertrieb. Später produzierte er Alben von Attila Zoller, George Gruntz, Walter Norris, Chet Baker, Bennie Wallace, Abbey Lincoln oder Abdullah Ibrahim, der Winckelmann für World Jazz begeisterte. 1986 trennten sich Weber und er und gründeten eigenständige Labels unter der alten Dachmarke. Den gemeinsamen Katalog teilten sie sich auf, indem sie auswürfelten, wer künftig auf seinem Enja-Label welche Künstler veröffentlichen dürfe. Winckelmann setzte zunehmend auch auf europäischen und auch orientalisch beeinflussten Jazz und produzierte Musiker wie Rabih Abou-Khalil, Dhafer Youssef, Renaud Garcia-Fons, Gianluigi Trovesi und Daniel Schnyder. Auch gründete er mehrere Sublabels wie Blues Beacon, Tiptoe und Marsyas.
Matthias Winkelmann starb am 19. Juni 2022 nach einer Operation in einer Klinik in München im Alter von 81 Jahren.